# LiveJournal
LiveJournal (rusky Живой Журнал), stylizovaný jako LiVEJOURNAL, je ruská sociální síť, kde si uživatelé mohou zakládat své blogy či deníky.
Americký programátor Brad Fitzpatrick založil LiveJournal 15. dubna 1999. V lednu 2005 americká blogging software společnost Six Apart zakoupila Danga Interactive, společnost která operovala LiveJournal, od Brada Fitzpatricka.
Six Apart v roce 2007 prodal LiveJournal ruské mediální společnosti SUP Media.

## Funkce

### Funkce zpřístupněné všem účtům
- Každý deníkový záznam má svoji vlastní webovou stránku, která obsahuje komentáře od ostatních uživatelů. K tomu má každý uživatel svoji "journal page", která zobrazuje nedávné záznamy spolu s odkazy na jejich komentářové sekce.
- Nejdistinktivnější funkcí LiveJournal je "friends list", jež zobrazuje nejnovější příspěvky od lidí na uživatelově "friend listu".
- LiveJournal dovoluje uživatelům přizpůsobit své účty. Uživatelé mohou nahrávat grafické avatary, kteří se objevují vedle uživatelského jména např. na Internetovém fóru. Předplatitelé mají přístup k více avatarům.
- Každý uživatel má svoji "Info page", na které se nachází např. biografie, obrázky, seznam přátel, zájmy atd.

- LiveJournal umožňuje sdílení videí z ostatních sociálních sítí i nahrávání vlastních videí.

### Funkce zpřístupněné předplatitelům
- Posílání textových zpráv - díky LiveJournalu mohou předplatitelé získávat textové zprávy bez sdílení telefonního čísla.
- "Seznam úkolů" - LiveJournal nabízí seznamy úkolů pro lepší správu cílů předplatitele. Předplatitelé mohou mít na seznamu až 150 položek, z nichž každá musí obsahovat předmět, prioritu, popisek, status, kolik je dokončených procent, konečný termín a kategorii.
- "Express Lane" - umožňuje rychlejší načítání stránek předplatitelům.
- "Záznamová schránka" - předplatitelé mohou zavolat z jakéhokoliv telefonu na specifické číslo, nahrát audio a dát jej přímo na záznam.
- "Více úložného místa" - předplatitelé mohou nahrát více fotek a hlasových záznamů.